# Ján Dopjera
Ján Dopjera, známý později jako John Dopyera (6. července 1893, Stráže – 3. ledna 1988, Grants Pass, Oregon, USA) byl slovenský vynálezce, podnikatel a výrobce strunných hudebních nástrojů. Mezi jeho vynálezy patří rezonanční kytara pod názvem dobro a důležitý podíl má na raném vývoji elektrické kytary.

## Životopis
Ján Dopjera pocházel ze starého mlynářského rodu na Slovensku. Narodil se jako nejstarší syn (ale jako čtvrté dítě z deseti) Jozefu Dopjerovi a Kataríně, rozené Sonnenfeldové v obci Stráže v domě č. 213 podle tehdejšího číslování; později se přestěhovali do Dolné Krupé, kde dodnes je lokalita nazvaná Dopjerův mlýn a ulice Jána Dopjery.
Dopjerův otec byl houslistou i výrobcem houslí a Ján pod jeho vedením vyrobil několik prvních houslí už na Slovensku. Byl hudebně nadán a sám se naučil hrát na kytaru, mandolínu, ukulele, housle, violu a bendžo. V roce 1908 se Dopjerovi z ekonomických důvodů přestěhovali do Los Angeles, kde si otevřeli truhlářskou dílnu. Tam zpočátku opravovali, později i vyráběli housle, kytary a jiné strunné nástroje.
John se vyučil prvotřídním houslařem. V roce 1920 se spolu s bratry Rudym a Emilem osamostatnili a začali vyrábět housle, kytary a bendža. John se zanedlouho začal zajímat o možnosti zesílení zvuku a zkonstruoval housle s kovovým rezonátorem (elektromagnetické snímače tehdy neexistovaly) a akustickou celokovovou kytaru se třemi rezonátory. V roce 1926 John žádal o svůj první patent na kytaru s tenkými postříbřenými rezonátory, které měly nejlepší zvuk, a roku 1928 začal ve firmě National Strings Instrument Corporation spolu s investory a bratry s jejich výrobou.
Nástroj byl úspěšný, firma měla 22 zaměstnanců, ale rozpoutaly se v ní neshody, které vyvrcholily odchodem Johna a jeho bratrů z firmy. Patentová práva sice zůstala této firmě, ale John už měl v hlavě plán na nový nástroj. V roce 1929 John požádal pod Rudolfovým jménem o nový patent na kytaru s novým designem, jedním rezonátorem a dřevěným korpusem. Přesto, že nástroj vypadal jako kytara, měl zcela jinou konstrukci a jiný zvuk.
S podporou dalších bratrů Boba a Luise (kteří se věnovali prodeji aut) založili vlastní firmu a začali vyrábět novou rezofonickou kytaru, kterou nazvali stejně jako firmu podle začátku slov DOpyera BROthers: DOBRO. Tento název zdomácněl a časem zevšeobecněl, takže se tak dnes nazývají všechny kytary s rezonátory s jiným názvem, pocházející i od jiných firem. Dopyerovi však nezapomněli ani na své slovenské kořeny a vymysleli slogan "Dobro znamená dobrý v každém jazyce!" (Dobro means good in any language!).
V roce 1932 John Dopyera vytvořil spolu s kytaristou Artem Simpsonem několik kytar s elektrickým snímačem, které jsou považovány za první průmyslově vyrobené elektrické kytary, kromě toho získal patent i na první elektrické housle na světě a několik patentů na design kytary a bendža.
V roce 1934 skončily rozbroje a došlo ke spojení firem National Strings Instrument Corporation a Dobro, z nichž vznikla společnost National Dobro Corporation, sídlící od roku 1935 v Chicagu. Tato firma vyráběla dobra, elektrické a steel kytary, mandolíny, elektrické housle a zesilovače. John a jeho bratr Rudolf však už přenechali vedení firmy mladším bratrům Edovi a Luisovi a John založil malou hudební firmu ve městě Grants Pass (stát Oregon), kde ještě vylepšoval nástroje a získal další patent na housle s rezonátorem.
John Dopyera se dožil vysokého věku a jeho popel byl podle jeho poslední vůle rozprášen nad jezerem Crater Lake.

## Odkaz Jána Dopjery
O rodinnou tradici a nejvzácnější, například první, kusy vyrobené Jánem Dopjerou ještě v Dolné Krupé se stará jeho syn John Ed Dopyera Jr., který uspořádal velmi úspěšnou výstavu v Pensylvánii a její část se dostala i na Slovensko. Tuto část exponátů John Dopyera Jr. věnoval Slovenskému národnímu muzeu, které má depozitář v Dolné Krupé.
V roce 1991 slovenská asociace country hudby začala pořádat v posledním srpnovém týdnu festival na počest Jána Dopjery DobroFest v Trnavě, u jehož zrodu stál i John Dopyera Jr.
V roce 2003 zastupitelstvo města Trnava udělilo Johnu Dopyerovi čestné občanství in memoriam.